# Electrokoenenia yaksha
Electrokoenenia yaksha (лат.) — вид вымерших мелких паукообразных из семейства Eukoeneniidae отряда пальпиградов, единственный в роде Electrokoenenia. Найден в меловом бирманском янтаре (Мьянма, сеноманский ярус, 99,6—93,5 млн лет назад). Древнейший представитель своего отряда.

## Описание
Микроскопического размера паукообразные, длина 1,47 мм. Основная окраска жёлтая. Опистосома вытянутая (длина 0,63 мм) с параллельно сторонними боками, дорсовентрально сплющенная. Имеют сегментированное тело, которое оканчивается хвостообразным жгутиком-флагеллумом (состоящим из 11 видимых сегментов, каждый из которых примерно вдвое длиннее своей ширины). Вид был впервые описан в 2016 году американским палеонтологом Майклом Энджелом (Division of Invertebrate Zoology, American Museum of Natural History, Нью-Йорк) и его коллегами из Китая, Ливана и США по инклюзу в куске бирманского янтаря.

## Этимология
Видовое название E. yaksha происходит от слова Byaksha, которым в южно-азиатской мифологии обозначают духов природы, которые управляют чудесами, спрятанными в земле (так как бирманский янтарь находят в земле).